# Full Metal Yakuza
Pour plus de détails, voir Fiche technique et Distribution.
Full Metal Yakuza (FULL METAL 極道, Full Metal gokudō) est un film japonais réalisé par Takashi Miike, sorti le 5 décembre 1997.

## Synopsis
Un jeune yakuza, Hagane, tout au bas de l'échelle, est pris en sympathie par son grand patron, le chef du clan Tousa, alors que celui-ci se prépare pour une expédition punitive.
Celle-ci tourne mal et Tousa finit en prison pour plusieurs années.
À sa sortie de prison, Hagane, qui a fait ses preuves est chargé d'aller le chercher. Seulement il n'est pas le seul à l'attendre et se retrouve au beau milieu d'un règlement de comptes qui vise son patron. Laissé pour mort, Hagane est cependant recueilli par un scientifique : Hitagu Genpaku, qui a décidé de faire de ses restes, mélangés à ceux de Tousa, un homme parfait, mi-homme mi-machine, prêt à rendre service à la société.
Cependant, c'est sans compter sur le désir de vengeance de Hagane, dont les nouveaux pouvoirs lui donnent enfin la dimension de ses ambitions : devenir un vrai Yakuza.

## Fiche technique
- Titre : Full Metal Yakuza
- Titre original : FULL METAL 極道 (Full Metal gokudō)
- Réalisation : Takashi Miike
- Scénario : Itaru Era, d'après une histoire de Hiroki Yamaguchi
- Production : Fujio Matsushima
- Musique : Kōji Endō et Sound Kids
- Photographie : Shohei Ando
- Pays d'origine : Japon
- Langue : japonais
- Format : Couleurs - 1,85:1 - Dolby Digital - 35 mm
- Genre : Comédie, yakuza eiga, science-fiction et thriller
- Durée : 102 minutes
- Date de sortie : 5 décembre 1997 (Japon)

## Distribution
- Tsuyoshi Ujiki : Hagane Kensuke
- Yasushi Kitamura : Tosa
- Shoko Nakahara : Yukari
- Ren Osugi : Nakame
- Takeshi Caesar
- Yuichi Minato
- Tomorowo Taguchi
- Kôji Tsukamoto

## Autour du film
Full Metal Yakuza est le premier scénario d'Itaru Era, sur lequel Takashi Miike est tombé totalement par hasard, en patientant chez un producteur. Ce fut le début d'une longue collaboration, puisque par la suite, pratiquement tous ses scénarios furent réalisés par le cinéaste : Andromedia, The Guys from Paradise, Visitor Q ...

## Commentaire
Comme de nombreux films (voire peut-être tous) de Takashi Miike, Full Metal Yakuza est un film inclassable. Alors qu'il commence comme un pur film de Yakusa, thème redondant chez Takashi Miike, Full Metal Yakuza tombe brusquement dans la folie et le comique.
Suivront plusieurs scènes gores et "semi-pornographique", qui font définitivement de Full Metal Yakuza un ovni cinématographique.